# Qunshan (sockenhuvudort i Kina, Heilongjiang Sheng, lat 49,22, long 127,57)
Qunshan (kinesiska: 群山, 群山乡) är en sockenhuvudort i Kina. Den ligger i provinsen Heilongjiang, i den nordöstra delen av landet, omkring 390 kilometer norr om provinshuvudstaden Harbin. Antalet invånare är 3 027. Befolkningen består av 1 453 kvinnor och 1 574 män. Barn under 15 år utgör 14,0 %, vuxna 15-64 år 80 %, och äldre över 65 år 4,0 %.
Runt Qunshan är det mycket glesbefolkat, med 6 invånare per kvadratkilometer. Det finns inga andra samhällen i närheten. Trakten runt Qunshan består till största delen av jordbruksmark.
Genomsnittlig årsnederbörd är 938 millimeter. Den regnigaste månaden är juli, med i genomsnitt 219 mm nederbörd, och den torraste är januari, med 12 mm nederbörd.